# Mescha
Mescha bezeichnet im Alten Testament einen Ort und drei Personen.

## Etymologie
Der Ortsname und die Personennamen lauten nur im Deutschen gleich, werden aber im Hebräischen verschieden geschrieben. Der Ortsname Mescha wird מֵשָׁא Meschā, der Personenname Mescha wird entweder מֵישַׁע Mēscha (2 Kön 3,4 ), מֵישָׁע Mēschā (1 Chr 2,42 ) oder מֵישָׁא Mēschā (1 Chr 8,9 ) geschrieben.
Dementsprechend gibt die Septuaginta den Namen auch auf vier unterschiedliche Weisen wieder, nämlich Μασση Massē (Gen 10,30 ), Μωσα Mōsa (2 Kön 3,4 ), Μαρισα Marisa (1 Chr 2,42 ) (dies ist ein Schreibfehler, es wurde stattdessen Marescha gelesen) und Μισα Misa (1 Chr 8,9 ).

## Mescha als Ortsname
Der Ort Mescha wird in Gen 10,30  erwähnt. Er befindet sich bei Sefar im Siedlungsgebiet der Joktaniter, Nachkommen Noachs.

## Mescha als Personenname

### Mescha, König
In 2 Kön 3,4  wird ein König der Moabiter namens Mescha erwähnt. Dieser König ist durch den Fund der Mescha-Stele, dem ältesten außerbiblischen Zeugnis des Tetragramms JHWH, als historische Person bekannt.

### Mescha, Sohn Kalebs
In 1 Chr 2,42  heißt der erstgeborene Sohn Kalebs Mescha. Sein Bruder heißt Marescha, sein Sohn Sif.

### Mescha, Sohn Schaharajims
In 1 Chr 8,9  ist Mescha der dritte Sohn Schaharajims und seiner dritten Frau Hodesch. Seine Brüder sind Jobab, Zibja, Malkam, Jëuz, Sacheja und Mirma.